# Armin Gessert
Armin Gessert (13 giugno 1963 – 8 novembre 2009) è stato un autore di videogiochi tedesco.

## Biografia
Insieme a Manfred Trenz e Chris Hülsbeck, è stato uno degli sviluppatori del gioco per computer The Great Giana Sisters per Commodore 64. I suoi precedenti datori di lavoro includevano le società Rainbow Arts e Blue Byte.
Nel 1994 fonda la sua compagnia, Spellbound Entertainment, che ha pubblicato diversi titoli, tra cui Desperados: Wanted Dead or Alive, Desperados 2: Cooper's Revenge e Airline Tycoon. L'ultimo titolo di Gessert, The Great Giana Sisters è stato pubblicato nel 2009 in Germania e in Australia.
Gessert è morto per un attacco cardiaco l'8 novembre 2009. Ha lavorato nel settore dei videogiochi per 25 anni.